# نيت موريس
نيت موريس (بالإنجليزية: Nate Morris)‏ هو شخصية أعمال أمريكي، ولد في 16 أكتوبر 1980 في ليكسينغتون في الولايات المتحدة.